# Athlītikos Podosfairikos Syllogos Atromītos Athīnōn 1923 2017-2018
Questa voce raccoglie le informazioni riguardanti l'Athlītikos Podosfairikos Syllogos Atromītos Athīnōn 1923 nelle competizioni ufficiali della stagione 2017-2018.

## Rosa
| N. |                                 | Ruolo | Calciatore              |
| -- | ------------------------------- | ----- | ----------------------- |
| 1  | Serbia (bandiera)               | P     | Nikola Mirković         |
| 4  | Bosnia ed Erzegovina (bandiera) | D     | Azer Bušuladžić         |
| 5  | Grecia (bandiera)               | D     | Dīmītrīs Chatzīīsaias   |
| 6  | Grecia (bandiera)               | D     | Aristotelīs Karasalidīs |
| 7  | Ghana (bandiera)                | C     | Emmanuel Mensah         |
| 8  | Argentina (bandiera)            | C     | Javier Umbides          |
| 9  | Grecia (bandiera)               | C     | Giōrgos Manousos        |
| 10 | Egitto (bandiera)               | C     | Amr Warda               |
| 11 | Brasile (bandiera)              | A     | Bruno                   |
| 13 | Grecia (bandiera)               | D     | Giōrgos Zīsopoulos      |
| 14 | Francia (bandiera)              | A     | Nicolas Diguiny         |
| 15 | Brasile (bandiera)              | C     | Madson                  |
| 16 | Grecia (bandiera)               | C     | Theodōros Vasilakakīs   |
| 17 | Grecia (bandiera)               | P     | Andreas Gianniōtīs      |
| 19 | Grecia (bandiera)               | D     | Kyriakos Kivrakidīs     |

| N. |                    | Ruolo | Calciatore           |
| -- | ------------------ | ----- | -------------------- |
| 20 | Grecia (bandiera)  | C     | Thōmas Vasiliou      |
| 21 | Grecia (bandiera)  | C     | Paulos Kyriakidīs    |
| 22 | Grecia (bandiera)  | D     | Michalīs Bastakos    |
| 23 | Austria (bandiera) | D     | Emanuel Sakic        |
| 27 | Nigeria (bandiera) | A     | Abiola Dauda         |
| 28 | Grecia (bandiera)  | C     | Spyros Natsos        |
| 29 | Grecia (bandiera)  | C     | Stefanos Stroungīs   |
| 30 | Grecia (bandiera)  | C     | Nikolaos Lazaridīs   |
| 31 | Grecia (bandiera)  | D     | Dīmītrīs Giannoulīs  |
| 33 | Grecia (bandiera)  | P     | Chrīstos Theodōrakīs |
| 34 | Grecia (bandiera)  | P     | Vasilios Kinalīs     |
| 35 | Grecia (bandiera)  | P     | Chrīstos Mandas      |
| 37 | Brasile (bandiera) | D     | Polidoro Junior      |
| 44 | Grecia (bandiera)  | D     | Spyros Risvanīs      |